# Inscrição de Omortague em Tarnovo

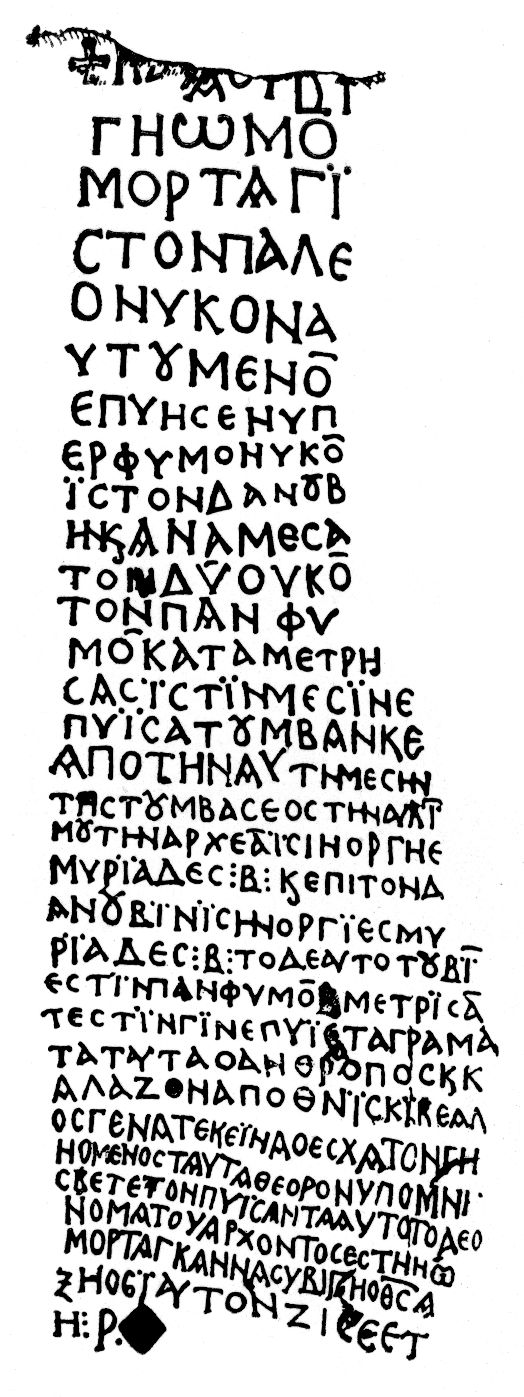
Inscrição de Omortague em Tarnovo

A Inscrição de Omortague em Tarnovo é uma inscrição em língua grega gravada numa coluna de sienito escuro encontrada na Igreja dos Quarenta Santos Mártires em Tarnovo, na Bulgária. Ela é conhecida desde 1858, quando Hristo Daskalov, de Triavna, conseguiu visitar a igreja (que havia sido convertida numa mesquita) e copiá-la.
Juntamente com a Inscrição de Chatalar, a inscrição de Tarnovo testemunha o ativo período de construções durante o reinado do canasubigi Omortague (r. 814–831). Assume-se que a inscrição tenha sido feita em 822, mas os historiadores não têm certeza sobre a sua localização original (provavelmente Plisca) e a localização do "novo lar no Danúbio", motivo da dedicação da inscrição - Silistra, a vila de Malak Preslavets ou a ilha de Păcuiul lui Soare (atualmente na Romênia).

## Texto
| Texto original |  | Tradução para o português |
| --- |  | --- |
| + Κα[ν]α συβιγη Ωμο<μο>ρταγ ις τον παλεον υκον αυτου μενο(ν) επυησεν υπερφυμον υκο(ν) ις τον Δανουβην κ(ε) αναμεσα τον δυο υκο(ν) τον πανφυμο(ν) καταμετρησας ις τιν μεσην επυισα τουμβαν κε απο τιν αυτη(ν) μεσην της τουμβας εος την αυλι(ν) μου την αρχεα(ν) ισιν οργηε μυριαδες β' κ(ε) επι τον Δανουβιν ισην οργιες μυριαδες β'. το δε αυτο τουβι(ν) εστιν πανφυμο(ν) κ(ε) μετρισα(ν)τες τιν γιν επυισα τα γραματα ταυτα. ο ανθροπος κ(ε) καλα ζον αποθνισκι κε αλος γενατε κε ινα ο εσχατον γηνομενος ταυτα θεορον υπομνησκετε τον πυισαντα αυτο. το δε ονομα του αρχοντος εστην Ωμορταγ καν(ν)α συβιγη· ο Θ(εο)ς αξηοσι αυτον ζισε ετη ρ'. |  | "Canasubigi Omortague, vivendo em sua antiga morada, construiu uma gloriosa morada no Danúbio e entre as duas mais gloriosas moradas, depois de medir [a distância], ele construiu um mamoa. Do centro do mamoa até o meu antigo palácio são 20 000 raztega e até o Danúbio são 20 000 raztega. O próprio mamoa é muito glorioso e depois que mediram a terra eu fiz esta inscrição. Mesmo que um homem viva bem, ele morre e outro passa a existir. Que o que vem depois, ao ver esta inscrição, lembre-se daquele que a fez. E seu nome é Omortague, canasubigi. Que Deus o faça viver 100 anos. |